# جائزة تيدي
جائزة تيدي (بالإنجليزية: Teddy Award)‏ هي جائزة سينمائية دولية للأفلام المتعلقة بمجتمع الميم، تقدمها لجنة تحكيم مستقلة كجائزة تابعة لمهرجان برلين السينمائي الدولي، وتأسست سنة 1987. يُحكم الجائزة مجموعة من منظمي جوائز أفلام المثليين والمثليات، والذين يتابعون الأفلام التي تُعرض بمهرجان برلين بجميع أقسامه، كما لا يشترط أن تكون الأفلام جزءًا من المسابقة الرسمية للمهرجان لتكون مؤهلة للحصول على جائزة تيدي. بعدها تختار لجنة التحكيم قائمة بالأفلام التي تستوفي معايير المحتوى الخاص بمجتمع الميم، وتمنح جائزة تيدي 3,000 يورو لكل من الفيلم الروائي الطويل والفيلم القصير والفيلم الوثائقي.
في مهرجان برلين السينمائي الدولي بنسخته 66 في عام 2016، عرضت مجموعة مخصصة من الأفلام الكلاسيكية المتعلقة بمجتمع الميم تحت عنوان "Teddy30"، احتفالًا بالذكرى الثلاثين للجائزة.

## التاريخ
شكل المخرجان فيلاند سبيك ومانفريد سالزجيبر لجنة تحكيم مصغرة سنة 1987 أسموها "رابطة مهرجان أفلام المثليين والمثلييات الدولية" (IGLFFA) بهدف خلق جائزة مختصة بقضايا مجتمع الميم. سميت بجائزة الدب تيدي أصلًا، اقتداءًا بجائزتي مهرجان برلين الدب الذهبي والدب الفضي. أختصر الاسم لاحقًا "بجائزة تيدي"، مع بقاء الجائزة المقدمة للفائزين على شكل الدب تيدي.
مُنحت جائزة تيدي الأولى لبيدرو ألمودوبار عن فيلمه الإسبتني "La ley del deseo"، الذي شارك فيه أنتونيو بانديراس.
تأسست الجائزة في مكتبة للمثليين في برلين الغربية، وسميت على اسم الدمى المحشوة التي أرسلت كجوائز للفائزين، ثم طورت إلى جوائز معدنية. لكن لا يزال يُعتقد أنها محاكاة ساخرة متعمدة لجائزة الدب الذهبي، والتي تعتبر الجائزة الرئيسية لمهرجان برلين السينمائي.
نُظم في العام 1990 أول مهرجان كبير للجائزة في برلين، حيث حضره حوالي 400 ضيف، وذلك بتنظيم من BeV StroganoV وعمال مكتبة Eisenherz في برلين. في عام 1992، أصبحت الجائزة جزءًا رسميًا من مهرجان برلين السينمائي الدولي. وفي عام 1997، تأسست منظمة TEDDY e.V، وهي منظمة غير ربحية، عملت كمجموعة ضغط داخل الجائزة.